# Siegfried Günter
Siegfried Günter, född 8 december 1899 i Keula, död 19 juni 1969 i Berlin, var en tysk flygplanskonstruktör. Han var bror till Walter Günter. 
Günter deltog som soldat i första världskriget. Under kriget kom han att hamna i ett brittiskt krigsfångläger. Efter kriget återupptog han studierna vid universitetet i Hannover. Vid flygningar på Wasserkuppe med ett glidflygplan som Siegfried och Walter tillsammans med Walter Mertens och Werner Meyer-Cassel byggt upptäcktes deras talang för teknik av Paul Bäumer. Alla fyra fick erbjudande om att arbeta vid Bäumers företag Bäumer Aero i Berlin. Till en början konstruerade de fyra olika modeller av motoriserade glidflygplan, men konstruktionsarbetet övergick mer till motoriserade sportflygplan. Vid flygning av en nykonstruktion 1927 havererade Bäumer; han skadades så allvarligt att han senare avled. 
1931 blev bröderna rekryterade av Ernst Heinkel som erbjöd dem anställning vid Heinkel i Rostock. Där kom bröderna att leda konstruktionen av ett flertal berömda flygplan, bland annat He 51, He 70 och He 111.
Efter andra världskriget arbetade Siegfried i sin svärfaders bilfirma. Han kidnappades av den sovjetiska militärmakten och fördes till Sovjet. Där tvingades han arbeta vid de sovjetiska konstruktionskontoren med flygplansutveckling. I väst hävdades att Siegfried var med om att konstruera jaktflygplanet MiG-15, men detta förnekas av honom själv. Han återkom till Östtyskland 1952, och tog sig ett år senare till Västtyskland där han återanställdes vid Heinkel. Bland konstruktionerna efter andra världskriget märks prototypflygplanen EWR VJ 101 och VC 400